# Leo Fürbringer
Leo Fürbringer (* 21. September 1843 in Gera; † 29. September 1923 in Emden) war von 1875 bis 1913 Oberbürgermeister der Seehafenstadt Emden in Ostfriesland. Untrennbar mit seinem Namen verbunden ist der Ausbau des Emder Hafens, den er zusammen mit dem Emder Abgeordneten im Preußischen Landtag, Carl Schweckendieck, vorantrieb.

## Leben

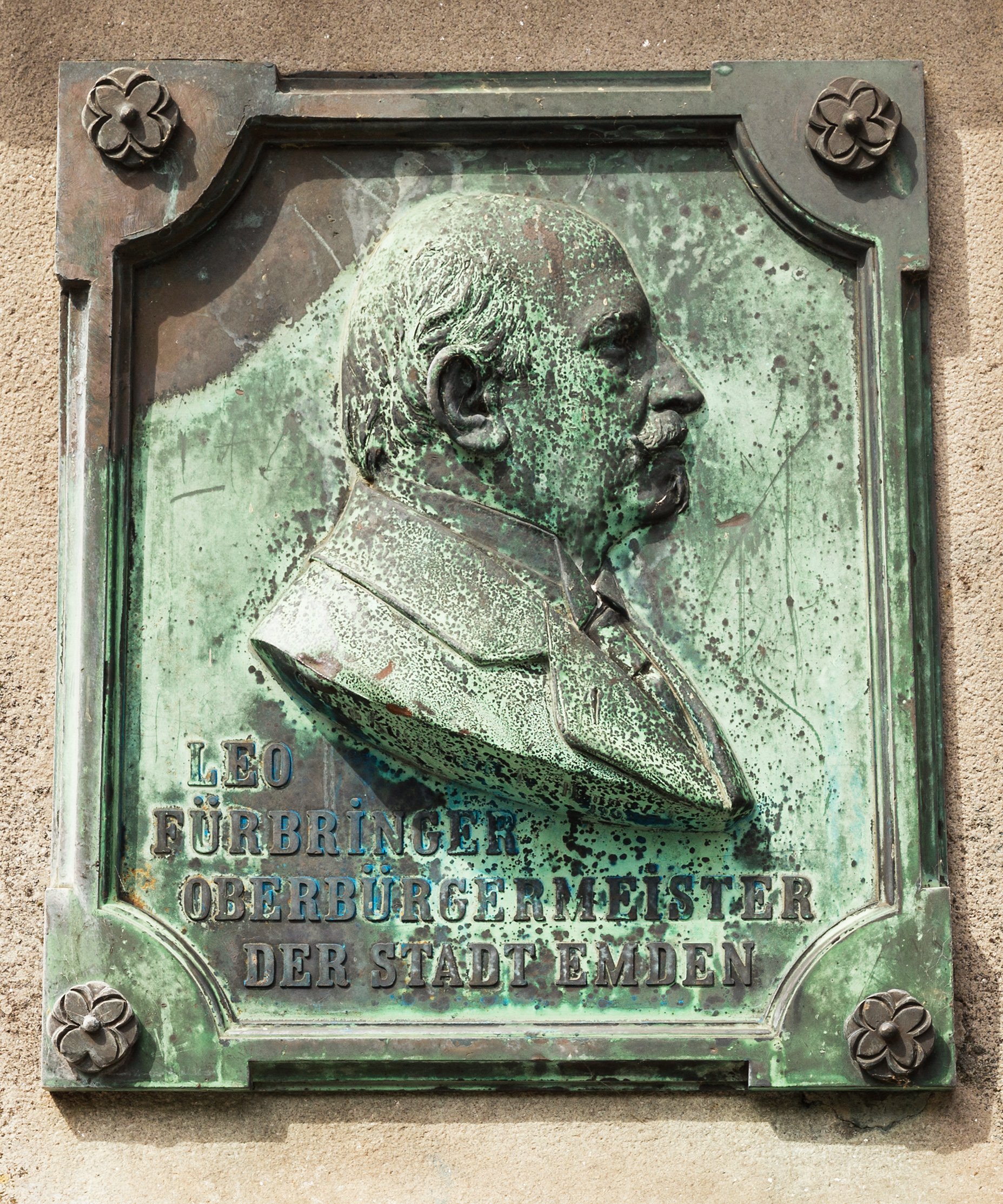
Tafel am Emder Fürbringer-Brunnen

Leo Fürbringer entstammte einer alten Geraer Familie, die bereits einige Bürgermeister der Stadt gestellt hatte (Karl Gottlob Fürbringer von 1762 bis 1782; Johann Christian Karl Fürbringer von 1795 bis 1824). Sein Vater Robert Fürbringer war ebenfalls Bürgermeister der Stadt Gera von 1849 bis 1865 (dabei ab 1852 mit der Amtsbezeichnung Oberbürgermeister).
Fürbringer studierte ab 17. April 1863 (Immatrikulationsdatum) Jura in Leipzig. Dort gehörte er seit 3. November 1863 der Leipziger Burschenschaft Dresdensia an. 1866 Bestehen der juristischen Examina. Danach wurde er Stadtschreiber in Greiz, dann selbstständiger Rechtsanwalt und Notar in Weimar und anschließend 1874 Bürgermeister der Stadt. Im Jahre 1875 wurde er als 31-Jähriger zum Bürgermeister (ab 1877 Oberbürgermeister) der Stadt Emden gewählt. 1908 wurde Fürbringer zum Geheimen Regierungsrat ernannt.

## Leistungen
Nach den deutschen Einigungskriegen wurde Emden sukzessive zur modernen Hafenstadt ausgebaut. Die Autarkiebestrebungen des Reiches führten dazu, dass der Hafen zum Seehafen des Ruhrgebietes erweitert wurde – dies war wesentlich das Verdienst von Fürbringer und Schweckendieck, die den zuständigen Stellen in Berlin die Vorzüge der Seehafenstadt darlegten. So war Emden der nächstgelegene Nordseehafen für das Ruhrgebiet – abgesehen von den Häfen an der Rheinmündung, die allerdings eben im Ausland, nämlich in den Niederlanden, lagen.
Schon seit 1856 bestand durch die Hannoversche Westbahn in Richtung Münster eine Anbindung nach Süden. Durch den Bau mehrerer Kanäle, vor allem des Dortmund-Ems-Kanals, wurde die Anbindung Emdens an das rheinisch-westfälische Industrierevier verbessert. Das Hafengebiet wurden durch Einpolderungen erheblich erweitert, somit ausreichend Fläche für Industrieansiedlungen geschaffen.
Innenpolitisch wurde die Amtszeit des konservativen Oberbürgermeisters Fürbringer – wie in vielen anderen Städten auch – oftmals vom Widerstreit zwischen der (organisierten) Arbeiterschaft und den Arbeitgebern überschattet.

## Parlamentarische Ämter
Fürbringer gehörte von 1903 bis 1917 dem Preußischen Abgeordnetenhaus an.

## Auszeichnungen
Die Stadt Emden hat nach Fürbringer eine Straße im Behördenviertel benannt, zudem steht vis-à-vis des Rathauses der Fürbringerbrunnen (geschaffen von dem Bildhauer Georg Küsthardt) für den langjährigen Oberbürgermeister der Seehafenstadt.
Im Jahr 1908 war Fürbringer Taufpate des später berühmt gewordenen Kleinen Kreuzers Emden, was damals eine besondere Ehre war.
Leo Fürbinger wurde 1913 zum Ehrenbürger der Stadt Emden ernannt.

## Freimaurer
Leo Fürbringer war Mitglied der Emder Freimaurer-Loge Zur Ostfriesischen Union.

## Veröffentlichungen
- Die Stadt Emden in Gegenwart und Vergangenheit, 1892 Gleisberg